# Sindy Lenz
Sindy Lenz (* 3. Oktober 1998 in Schwedt/Oder) ist eine ehemalige deutsche Volleyballspielerin.

## Karriere
Lenz begann mit Turnen und Schwimmen, bevor sie in der Sportgruppe des TSV Blau Weiß 65 Schwedt schließlich zum Volleyball kam. Sie nahm an diversen Landesmeisterschaften in unterschiedlichen Altersklassen teil. 2013 ging sie zur Nachwuchsmannschaft VC Olympia Berlin. Seit 2014 spielte sie mit dem VCO in der Bundesliga. Außerdem kam sie in diversen Nachwuchs-Nationalmannschaften zum Einsatz.
2018 wechselte Lenz zum Bundesligisten Schwarz-Weiss Erfurt.